# Tiro com arco nos Jogos Olímpicos de Verão de 2012
As competições de tiro com arco nos Jogos Olímpicos de Verão de 2012 foram disputadas entre 27 de julho e 3 de agosto no Lord's Cricket Ground, em Londres. Contou com a disputa de quatro eventos e participação de 128 competidores.

## Calendário
| Julho/Agosto  | 25 | 26 | 27 | 28 | 29 | 30 | 31 | 1 | 2 | 3 | 4 | 5 | 6 | 7 | 8 | 9 | 10 | 11 | 12 |
| ------------- | -- | -- | -- | -- | -- | -- | -- | - | - | - | - | - | - | - | - | - | -- | -- | -- |
| Tiro com arco |    |    |    | 1  | 1  |    |    |   | 1 | 1 |   |   |   |   |   |   |    |    |    |

|  | Dia de competição |  | Dia de final |

## Eventos

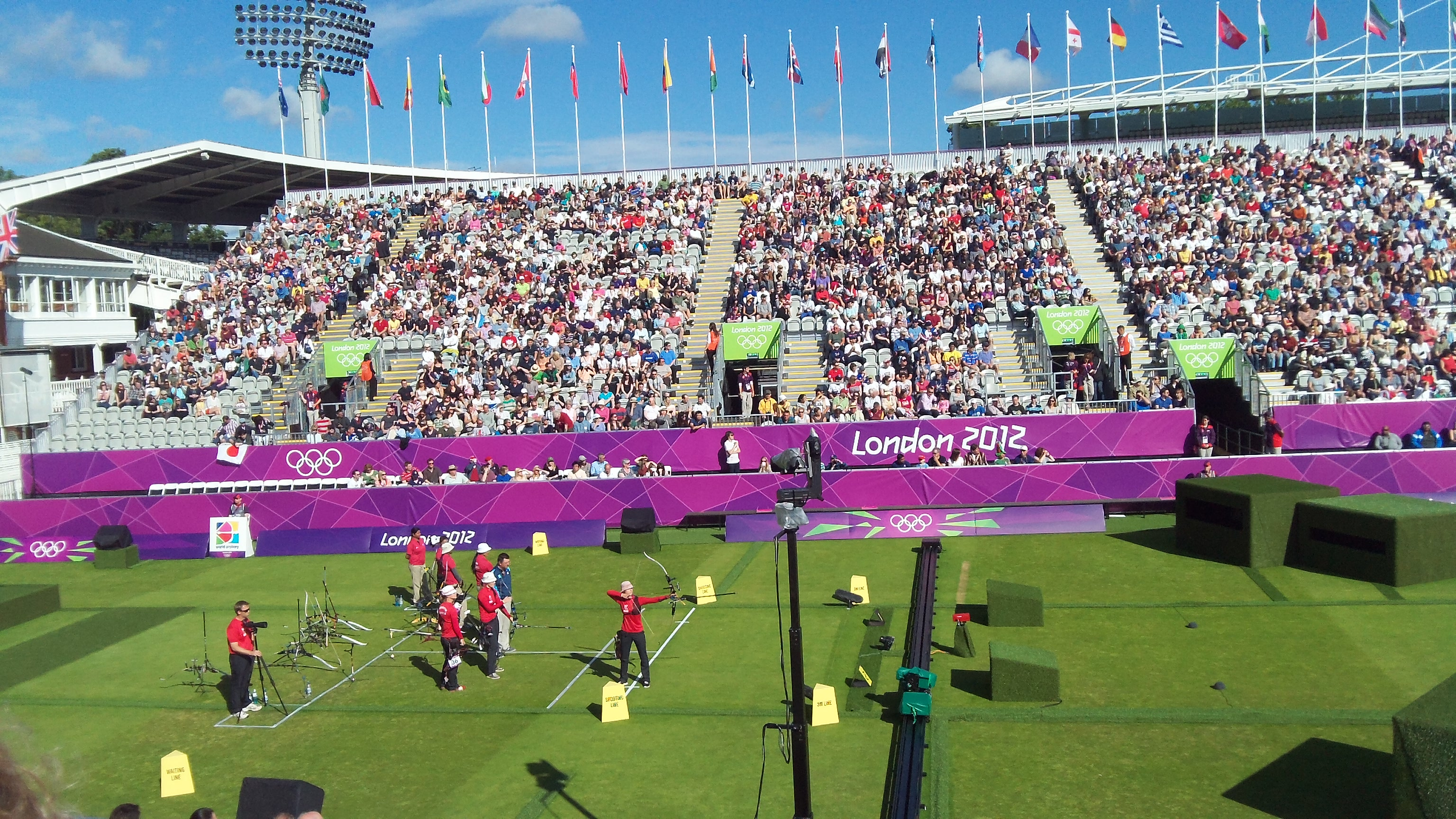
As competições do tiro com arco aconteceram no Lord's Cricket Ground.

Quatro conjuntos de medalhas foram concedidos:
- Individual masculino
- Individual feminino
- Equipe masculino
- Equipe feminino

## Medalhistas
Masculino
| Evento              | Ouro                                                      | Prata                                                      | Bronze                                                 |
| ------------------- | --------------------------------------------------------- | ---------------------------------------------------------- | ------------------------------------------------------ |
| Individual detalhes | Oh Jin-hyek KOR Coreia do Sul                             | Takaharu Furukawa JPN Japão                                | Dai Xiaoxiang CHN China                                |
| Equipes detalhes    | Michele Frangilli Marco Galiazzo Mauro Nespoli ITA Itália | Brady Ellison Jake Kaminski Jacob Wukie USA Estados Unidos | Im Dong-hyun Kim Bub-min Oh Jin-hyek KOR Coreia do Sul |

Feminino
| Evento              | Ouro                                                    | Prata                                    | Bronze                                           |
| ------------------- | ------------------------------------------------------- | ---------------------------------------- | ------------------------------------------------ |
| Individual detalhes | Ki Bo-bae KOR Coreia do Sul                             | Aída Román MEX México                    | Mariana Avitia MEX México                        |
| Equipes detalhes    | Choi Hyeon-ju Ki Bo-bae Lee Seong-jin KOR Coreia do Sul | Cheng Ming Fang Yuting Xu Jing CHN China | Ren Hayakawa Miki Kanie Kaori Kawanaka JPN Japão |

## Quadro de medalhas

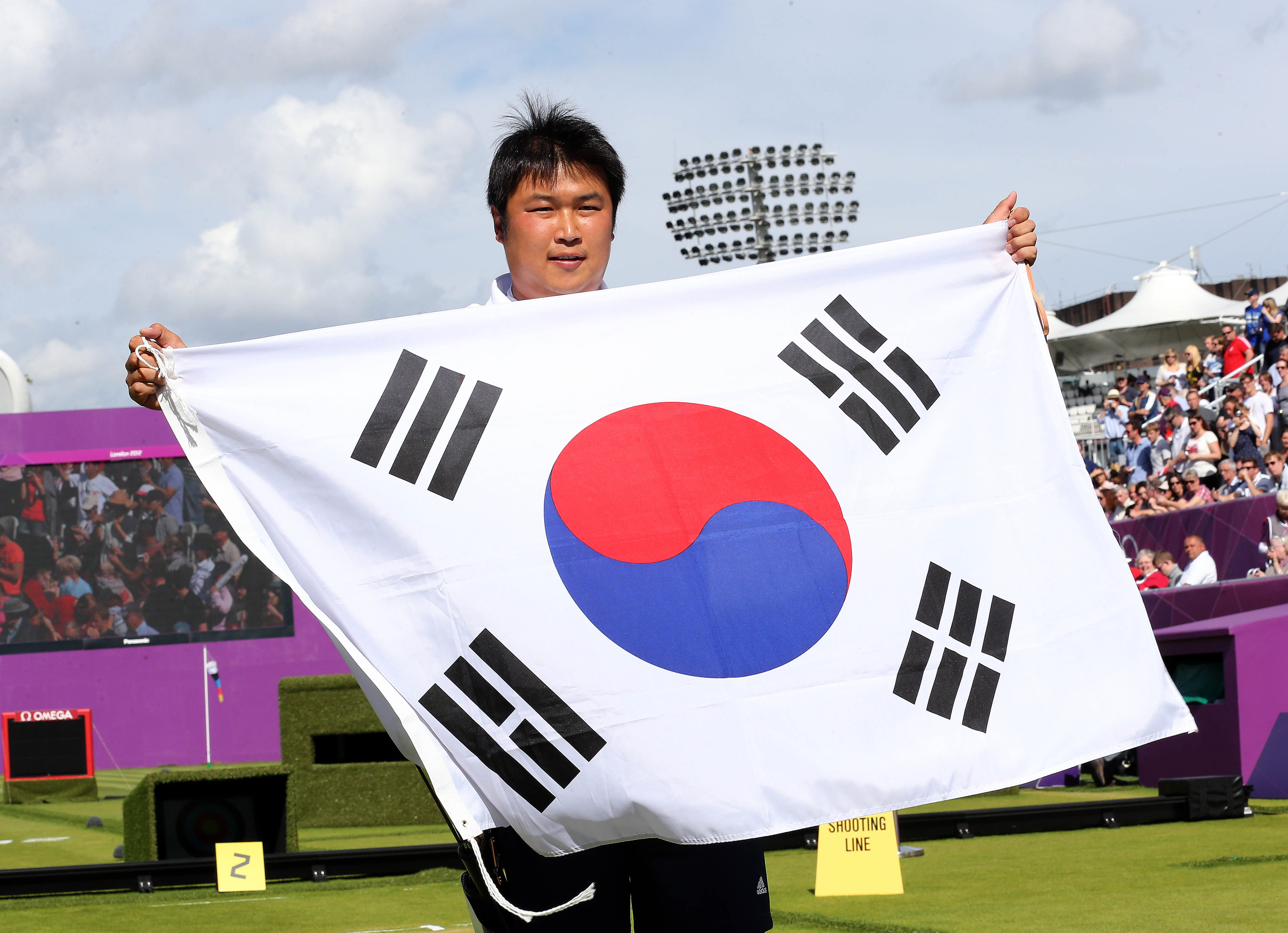
A Coreia do Sul de Oh Jin-Hyek conquistou três das quatro medalhas de ouro em disputa.

| Ordem | País               | Medalha de ouro | Medalha de prata | Medalha de bronze |    | Ordem por total |
| ----- | ------------------ | --------------- | ---------------- | ----------------- | -- | --------------- |
| 1     | KOR Coreia do Sul  | 3               |                  | 1                 | 4  | 1               |
| 2     | ITA Itália         | 1               |                  |                   | 1  | 5               |
| 3     | CHN China          |                 | 1                | 1                 | 2  | 2               |
|       | JPN Japão          |                 | 1                | 1                 | 2  | 2               |
|       | MEX México         |                 | 1                | 1                 | 2  | 2               |
| 6     | USA Estados Unidos |                 | 1                |                   | 1  | 5               |
| TOTAL | TOTAL              | 4               | 4                | 4                 | 12 | —               |